# Me llamo Venganza
Me llamo Venganza (título original: Il mio nome è vendetta) es una película de acción italiana de 2022 dirigida por Cosimo Gómez y protagonizada por Alessandro Gassmann y Ginevra Francesconi.

## Argumento
Santo Romeo es un hombre que vive con su familia en un apartado sector de las montañas de Trieste. Tiene una mujer, un cuñado y una hija, Sofía Romeo, que ya tiene casi 18 años. A ella le encanta el hockey, tiene un novio y tiene además una vida feliz.  
Un día ella, en contra de las indicaciones de su padre, hace una foto de su padre y la pone en Internet. Eso causa a que de pronto una familia mafiosa ataque su hogar y mate a su mujer, su cuñado y casi a su hija con la intención de matarlo también a él. 
Él sabe quién fue, ya que en su pasado era un asesino al servicio de la Ndrangheta, un grupo mafioso del sur de Italia. Entonces se llamaba Domenico Franzé y en esa época mató al hijo de un poderoso mafioso, Don Angelo Bianco, el cual lo persiguió desde entonces por ello y, viendo su foto en Internet, envió a asesinos para ejecutar su venganza al respecto.
Una vez explicado eso a su hija Sofía, ambos, sabiendo que van a tener que luchar por sus vidas, se esconden y organizan desde allí una venganza contra Angelo Lo Bianco por lo ocurrido y por lo que todavía quiere hacerles a ellos. Para ello se van a Milán, donde está viviendo con su otro hijo.

## Reparto
- Alessandro Gassmann - Santo Romeo / Domenico Franzè
- Ginevra Francesconi - Sofia Romeo
- Alessio Praticò - Michele Lo Bianco
- Remo Girone - Don Angelo Lo Bianco
- Francesco Villano - Rudi Crisarà
- Gabriele Falsetta - Dr. Ferrario
- Marcello Mazzarella - Vituzzo
- Mauro Lamanna - Marino Gallo

## Producción
La película fue filmada íntegramente en Italia. Se rodó en Roma así como en la región de Lacio. También se filmó en Milán, Turín, Trento, en el pueblo de Dobbiaco y en la región de Trentino-Alto Adige.

## Recepción
El largometraje tuvo un gran éxito en la audiencia de Netflix. Está entre las más vistas de Netflix de habla no inglesa. En cuanto a las críticas, tuvieron una reacción variada respecto al filme. Las hay tanto a favor, como en contra.